# Emil Leweke
Emil Leweke (* 12. März 1893 in Detmold; † 14. Dezember 1959 ebenda) war NSDAP-Kreisleiter in Steinfurt und Landrat des Kreises Halle/Westfalen.

## Leben und Wirken
Emil Leweke wurde als Sohn der Eheleute Philipp (Landwirt) und Margarete Morlinghaus geboren. Er machte am  Gymnasium Detmold das Abitur und trat 1912 beim Zollamt Detmold als Zollanwärter in den Zolldienst ein. Seinen Militärdienst leistete er als Einjährig-Freiwilliger und nahm vom 2. August 1914 bis zum Kriegsende 1918 an den Kämpfen des Ersten Weltkrieges in Frankreich, Russland, Galizien und Rumänien teil. Von 1915 bis Kriegsende war Leweke Kompanieführer. Er ging in den Zolldienst zurück und war ab 1929 im Steuerfahndungsdienst tätig.
Vom 2. Juni 1923 bis zum 9. November 1923 war Leweke Mitglied der NSDAP, anschließend im Völkisch-sozialen Block aktiv. Zum 1. April 1928 trat er erneut der NSDAP bei (Mitgliedsnummer 84.150). Er war förderndes Mitglied der SS und auch Mitglied der SA (SA-Sturmbannführer ehrenhalber). Leweke kandidierte in den Jahren 1932 und 1933 für den  Preußischen Landtag und den Reichstag. Am 1. Oktober 1932 wurde er Kreisleiter der NSDAP in Steinfurt und blieb in diesem Amt bis Frühjahr 1934. Am 28. März 1934 wurde er zunächst vertretungsweise, am 15. Oktober 1934 kommissarisch und am 24. April 1935 endgültig zum Landrat des  Kreises Halle ernannt. Er blieb bis zum Kriegsende – unterbrochen durch den Wehrdienst von 1940 bis Januar 1944 als Bataillonskommandeur – in diesem Amt.
Von 1934 bis 1940 war Leweke Kreisrichter der NSDAP in Warendorf.
Er geriet in englische Kriegsgefangenschaft und war von Mai 1945 bis zum 13. Oktober 1947 in den Lagern Neumünster und  Eselheide interniert.
Im Entnazifizierungsverfahren wurde er in die Kategorie IV (Mitläufer) eingestuft, weil sein politisches Verhalten einwandfrei geblieben sei und er sich als Landrat den Intentionen der Partei widersetzt habe.

## Militärische Auszeichnungen
- Eisernes Kreuz II. Klasse
- Lippisches Kriegsverdienstkreuz
- Hessische Tapferkeitsmedaille
- Verwundetenabzeichen (zweimal verwundet)